# بعدازظهر یک فان (شعر)

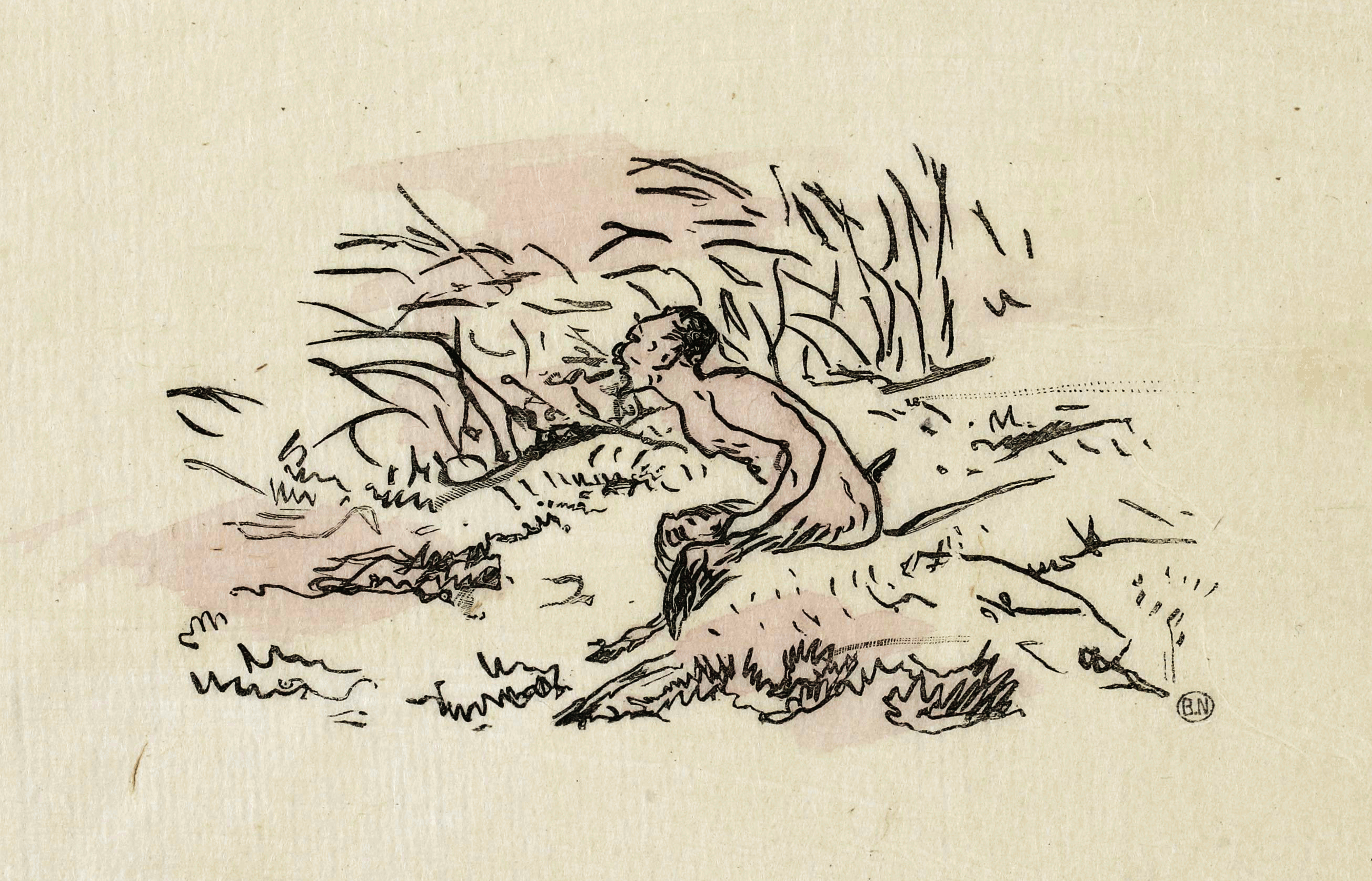
بعدازظهر یک فان

بعدازظهر یک فان (فرانسوی: L'après-midi d'un faune‎) شعری است از نویسنده فرانسوی استفان مالارمه. این شعر، از مشهورترین آثار وی و یکی از شناخته‌شده‌ترین آثار در تاریخ نمادگرایی در ادبیات فرانسه است. پل والری آن را بزرگ‌ترین شعر فرانسوی می‌داند.
شعر مالارمه، الهام‌بخش اثر ارکسترال کلود دبوسی و باله واتسلاو نیژینسکی بوده است. این دو اثر، از آثار مهم و شاخص جنبش هنر نوگرا به حساب می‌آیند.